# قرية شهيد دهقان بور (جهاد أباد كرمان)
قریة شهید دهقان بور (بالفارسية: روستای شهید دهقان‌پور) هي قرية تقع في إيران في البلدة المركزية. يقدر عدد سكانها بـ 575 نسمة .